# Prietella
Prietella is een geslacht van straalvinnige vissen uit de familie van de Noord-Amerikaanse katvissen (Ictaluridae).

## Soorten
- Prietella lundbergi Walsh & Gilbert, 1995
- Prietella phreatophila Carranza, 1954